# Arnold Machin
Arnold Machin (Stoke-on-Trent, 30 settembre 1911 – Eccleshall, 9 marzo 1999) è stato uno scultore britannico.

## Biografia
Machin ha iniziato a lavorare all'età di 14 anni come apprendista pittore di porcellane presso la Minton Pottery. Durante la Depressione ha imparato a scolpire allo Stoke-on-Trent College of Art, che si trovava di fronte alla fabbrica Minton. Negli anni 1930 si trasferì a Derby, dove lavorò al Royal Crown Derby e incontrò sua moglie Patricia. Ha continuato a studiare al Royal College of Art di Londra.
Dopo essere stato imprigionato nella seconda guerra mondiale come obiettore di coscienza, è tornato al modellismo e alla scultura e ha creato molte ceramiche degne di nota che ora sono preziosi oggetti da collezione. Nel 1947 fu eletto membro associato della Royal Academy of Arts, fu un maestro di scultura dal 1959 al 1966 e divenne il membro più longevo dell'Accademia. È stato eletto accademico nel 1956 e membro della Royal British Society of Sculptors. Dal 1951 è tutor presso il Royal College of Art.
Nel 1964 Machin fu scelto per disegnare una nuova effigie della regina Elisabetta II per la coniazione decimale che sarebbe stata introdotta a partire dal 1968. Questa fu usata per tutte le monete britanniche fino al 1984 e fu usata anche sulle monete della Rhodesia nel 1964, monete canadesi dal 1965 al 1989, australiane dal 1966 al 1984 e neozelandesi dal 1967 al 1985.
Nel 1966 la regina approvò il design di Machin per una sua effigie da utilizzare su quella che divenne nota come la "serie Machin" di francobolli definitivi britannici. Machin ha prodotto un bassorilievo in argilla che, combinato con uno sfondo di colore diverso, ricorda la decorazione sovrapposta di ceramiche come Wedgwood. Il disegno è stato utilizzato per la prima volta sul francobollo 4D emesso nel giugno 1967 e da allora è stato utilizzato su tutti i francobolli definitivi britannici (eccetto le emissioni regionali più recenti). Si pensa che questo disegno sia una delle opere d'arte più riprodotte nella storia con, ad oggi, circa 320 miliardi di copie prodotte.
In diverse occasioni la regina è stata contattata con suggerimenti per la sostituzione del ritratto del francobollo di Machin. Sebbene abbia considerato delle alternative, non ha mai approvato alcun nuovo design, stabilendo che qualsiasi sostituzione di questo tipo avrebbe dovuto essere "un'opera di qualità reale".
L'asteroide 3109 Machin prende il nome in suo onore.